# Sint-Martinuskerk (Etten)
De Sint-Martinuskerk is een rooms-katholieke kerk in de Nederlandse plaats Etten. De kerk is gebouwd in de jaren 1923 - 1924 naar ontwerp van Joseph Cuypers. Voor de reformatie kerkten de katholieken in de huidige Hervormde kerk. Na de reformatie waren de katholieken gewezen op de kerken in Duitsland of Huis Bergh. In 1820 werd weer een katholieke kerk in Etten gebouwd, een waterstaatskerk, naar ontwerp van M.H. Conrad. In 1923 volgde toestemming vanuit het bisdom voor de bouw van een nieuwe kerk.. In januari 1924 volgde de aanbesteding, datzelfde jaar werd de kerk gebouwd en in december 1924 werd de kerk ingewijd door de deken van Terborg. Twee jaar later werd de waterstaatskerk afgebroken.
De kerk heeft een grondplan van een Latijns kruis. Aan de straatzijde staat een vierkante stenen kerktoren met een zadeldak. Het zadeldak komt ook terug in het ontwerp van het schip. In de voorgevel is een portaal met een archivolt verwerkt met erboven een beeld van Martinus van Tours, de patroonheilige van de kerk. Boven het portaal zijn drie spitsboogvensters in de voorgevel aangebracht. De zijbeuken van de kerk bevatten topgevels in het midden van de traveeën, met daarnaast het dwarsschip. De topgevels zijn voorzien van spitsboogvensters. In het gedeelte tussen de kerk en pastorie zit een zaaltje, met glas in loodramen gemaakt door Willem Mengelberg. Het priesterkoor heeft een 5/8e koorsluiting, uitgevoerd met steunberen en lancetvensters. 
Het interieur is rijkelijk uitgevoerd. Muurschilderingen zijn aangebracht door Wijnand Geraedts. Het schip heeft tongewelven, waar het dwarsschip en kapellen steekgewelven heeft. De gewelven zijn voornamelijk kleurrijk uitgevoerd. Het koor heeft ten slotte een bakstenen graatgewelf en bij de apsis is een straalgewelf toegepast.
De kerk is in 1999 aangewezen als rijksmonument.